# Agrias pepitoensis
Agrias pepitoensis är en fjärilsart som beskrevs av Peter William Michael 1930. Agrias pepitoensis ingår i släktet Agrias och familjen praktfjärilar. Inga underarter finns listade i Catalogue of Life.